# Günter Herrmann (Fußballspieler, 1939)
Günter Herrmann (* 1. September 1939 in Trier; † 22. Juli 2023 in der Schweiz) war ein deutscher Fußballspieler, der für Eintracht Trier, den Karlsruher SC und den FC Schalke 04 in den damals höchsten Spielklassen (bis 1963 die Oberligen, ab 1963 die Bundesliga) aktiv war. Im Zeitraum von 1960 bis 1967 absolvierte er zudem neun Länderspiele für die deutsche Fußballnationalmannschaft.

## Sportliche Laufbahn

### Vereinskarriere

#### Eintracht Trier, 1947–1958
Vater Karl Hermann war jahrelang Ligaspieler von Eintracht Trier. Mit acht Jahren trat Günter Herrmann 1947 in die Jugendabteilung der Eintracht ein und durchlief dort alle Juniorenmannschaften. Mit der DFB-Jugendnationalmannschaft nahm er an den UEFA-Juniorenturnieren 1957 und 1958 teil.
Seinen ersten Einsatz in der Oberliga Südwest hatte er am 28. April 1957, dem letzten Spieltag der Runde 1956/57, in einem Heimspiel gegen Phönix Ludwigshafen. In der Saison 1957/58 kam Günter Herrmann zu 24 Oberligaeinsätzen und erzielte dabei fünf Tore.

#### Karlsruher SC, 1958–1963
Zur Saison 1958/59 wechselte Herrmann zum Süddeutschen Meister Karlsruher SC. Das Debüt im Karlsruher Wildparkstadion stellte das Heimspiel vom 17. August 1958 gegen Viktoria Aschaffenburg dar, das mit einem überlegenen 7:0-Erfolg endete. Der weitere Rundenverlauf hielt für den KSC und seine neue Spielmacherhoffnung nicht den gewünschten Erfolg bereit, am Ende wurde lediglich Platz neun erreicht.
Unter Trainer Eduard Frühwirth, dem Nachfolger Ludwig Jandas, feierte Herrmann in der Runde 1959/60 den Titelgewinn in der Oberliga Süd und zog mit dem KSC in die Endrunde um die deutsche Fußballmeisterschaft ein. Dort verpassten die Badener den Einzug in das Finale durch insgesamt drei verlorene Punkte gegen Borussia Neunkirchen. Gegen den späteren Deutschen Meister, den Hamburger SV, errang die Mannschaft von Trainer Frühwirth 3:1 Punkte. Im Jahre 1960 war Herrmann am Gewinn des süddeutschen Pokals gegen Eintracht Frankfurt und dem Einzug in das DFB-Pokalfinale am 5. Oktober in Düsseldorf gegen Borussia Mönchengladbach beteiligt. Im Endspiel gelang ihm in der 23. Spielminute der zwischenzeitliche 1:1-Ausgleich, bevor Albert Brülls mit seinem Treffer zum 3:2 das Spiel für Mönchengladbach entschied. 1961 belegte der KSC den dritten Rang in der Oberliga.
Im Jahr der Fußball-Weltmeisterschaft 1962 in Chile durchlebte Günter Herrmann im Frühjahr eine sportliche Krise. Der KSC landete im Süden auf dem neunten Rang. Herrmann, in den WM-Qualifikationsspielen überzeugender Halbstürmer im DFB-Team, war in Südamerika nur als Ergänzungsspieler im Kader. Da Nationalspieler Horst Szymaniak bereits in Italien spielte und auch Helmut Haller und Albert Brülls Verträge für die Saison 1962/63 in Italien unterschrieben hatten, verhandelte Herrmann ebenfalls mit Klubs aus Italien. Zu einem endgültigen Vertragsabschluss kam es trotz monatelanger Verhandlungen nicht. Aufgrund der Verzögerungen konnte Herrmann in der Saison 1962/63 lediglich 13 Spiele für den KSC in der Abschlussrunde absolvieren.
Von 1958 bis 1963 bestritt Günter Herrmann insgesamt 115 Oberliga-Spiele mit 19 Toren für den KSC.

#### FC Schalke 04, 1963–1967
In vier Jahren Bundesliga mit Schalke 04 erlebte Herrmann dreimal den Abstiegskampf. Nach den Abgängen der Nationalspieler Willi Koslowski, Reinhard Libuda, Hans Nowak und Willi Schulz sowie der Stammspieler Waldemar Gerhardt und Egon Horst nach der Runde 1964/65, wurde er zu einem der Garanten des Bundesligaverbleibs der Schalker. 1967 gelang ihm die Rückkehr in das Nationalteam. Mit der Note 2,61 wurde er in der Saison 1966/67 gemeinsam mit Werner Krämer vom Meidericher SV auf Platz 16 in der Bundesliga-Rangliste des Kicker geführt. Von 1963 bis 1967 brachte er es auf 110 Bundesligaeinsätze und 22 Tore.

#### Karlsruher SC, 1967–1968
Herrmann wechselte 1967 zurück zum Karlsruher SC, konnte aber an seine zuletzt in Schalke gezeigten Leistungen nicht mehr anknüpfen. Der KSC stieg in die Regionalliga Süd ab und Herrmann löste seinen Vertrag auf und zog in die Schweiz.

#### Ausklang, 1968–1974
Günter Herrmann spielte ab 1968 für den FC Sion in der Schweiz. Mit Sion gelang ihm am 15. April 1974 im Berner Wankdorf-Stadion der Cup-Sieg gegen Neuchâtel Xamax. Im Hauptort des Schweizer Kantons Wallis beendete er seine Fußballkarriere.

### Auswahleinsätze
Herrmann war bereits in der Jugend für seine Technik, seinen Spielwitz und seine Kombinationsgabe bekannt, weswegen er als A-Jugendspieler in die Jugendauswahl des DFB berufen wurde. Er nahm 1957 und 1958 an den UEFA-Jugendturnieren mit Mitspielern wie Fritz Pott, Karl-Heinz Schnellinger und Peter Kunter teil. Er wurde insgesamt zu zehn Spielen der Jugendnationalmannschaft berufen.
Am 12. Oktober 1957 debütierte Herrmann in Ilford gegen England für die deutsche Amateurnationalmannschaft, zum 3:2-Erfolg steuerte er einen Treffer bei. Bis 1959 absolvierte er vier weitere Spiele für die Amateurauswahl des DFB, 1958 war er zudem für die B-Nationalelf im Einsatz.
Beim WM-Qualifikationsspiel am 26. Oktober 1960 in Belfast gegen Nordirland feierte er sein Debüt in der A-Nationalmannschaft. Bundestrainer Sepp Herberger setzte beim 4:3-Erfolg auf den Verbinder Günter Herrmann und den Linksaußen Gert Dörfel am linken Flügel. Der Mann vom KSC hatte sich zumeist mit dem rechten Läufer Danny Blanchflower der Nordiren auseinanderzusetzen.
Nach dem 2:0-Sieg am 8. Oktober 1961 in Warschau gegen Polen wurde Herrmanns Leistung in der Presse hervorgehoben. „Die beiden technisch brillanten Halbstürmer Herrmann und Haller hatten das Spiel jederzeit im Griff. Der Innensturm (Herrmann, Uwe Seeler, Haller) zauberte.“
Nach dem siebten Länderspieleinsatz am 22. Oktober 1961 in Augsburg gegen Griechenland kam Herrmann vorerst nicht mehr in der Nationalelf zum Einsatz. Er spielte 1961 und 1962 in mehreren Testspielen, in der Südauswahl und stand auch im Aufgebot für das Länderspiel am 11. April 1962 in Hamburg gegen Uruguay. Er war bei dem WM-Vorbereitungslehrgang vom 30. April bis 11. Mai 1962 in der Sportschule Schöneck dabei und gehörte dem DFB-Aufgebot für die WM 1962 in Chile an; seine Rückennummer war die 18. Auf dem Heimweg von der Weltmeisterschaft wurde er am 17. Juni 1962 in New York beim inoffiziellen Länderspiel zwischen der DFB- und einer USA-Auswahl, das die deutsche Elf 7:2 gewann, eingesetzt.
Zu einem offiziellen Länderspiel wurde Günter Herrmann jedoch über Jahre nicht mehr berufen. Bundestrainer Helmut Schön brachte den für Schalke spielenden Mittelfeldakteur im Frühjahr 1967, nach fast sechsjähriger Pause, noch zu zwei weiteren Einsätzen in der Nationalmannschaft. Nach seinem neunten Länderspiel am 22. März 1967 war seine Karriere im DFB-Team beendet.

## Weiterer Werdegang
Mitte der 1980er-Jahre zog er mit der Familie nach Crans-Montana, wo er das Lokal „La Bistro“ führte. 2004 ging er in Rente. Bis ins hohe Alter trainierte Herrmann Jugendmannschaften des FC Montana.

## Sonstiges

### Länderspiele
Günter Herrmann kam in fünf Auswahlmannschaften des DFB zum Einsatz. Er spielte:
- 9 A-Länderspiele, 1960–1967
- 1 B-Länderspiel, 1958
- 2 Junioren-Länderspiele, 1959
- 5 Amateur-Länderspiele, 1957–1959
- 10 Jugend-Länderspiele, 1957 und 1958

### Wechselaktivität 1963
Das DFB-Sportgericht verurteilte Schalke 04 und den Karlsruher SC am 17. August 1963, also eine Woche vor Rundenstart, zu einem am Saisonende stattfindenden Abzug von vier Punkten und einer Zahlung von 10.000 DM Geldstrafe. Lizenzspieler durften damals laut DFB höchstens eine Ablösesumme von 50.000 Mark kosten, bei dem Wechsel Herrmanns zu Schalke 04 vermutete der DFB die Zahlung einer überhöhten Ablösesumme. Nach der Ansicht des DFB sei die wirkliche Transfersumme für den Nationalspieler Günter Herrmann verschleiert worden, durch den Wechsel des weiteren KSC-Spielers Hans-Georg Lambert zum FC Schalke. Hier hätte ein „Koppelgeschäft“ stattgefunden. Das DFB-Bundesgericht hob allerdings das Urteil am 4. Oktober 1964 wieder auf.